# 紫耳蓝饰雀
紫耳蓝饰雀（学名：Uraeginthus granatinus），是梅花雀科蓝饰雀属的一种，分布于纳米比亚、安哥拉、南非、赞比亚、津巴布韦、博茨瓦纳和莫桑比克。全球活动范围约为2,300,000平方千米。该物种的保护状况被评为无危。
紫耳蓝饰雀的平均体重约为11.8克。栖息地包括干燥的稀树草原、耕地、亚热带或热带的（低地）干燥疏灌丛和牧草地。